# Lijst van personen overleden in januari 2021
Dit is een lijst van bekende personen die zijn overleden in januari 2021.

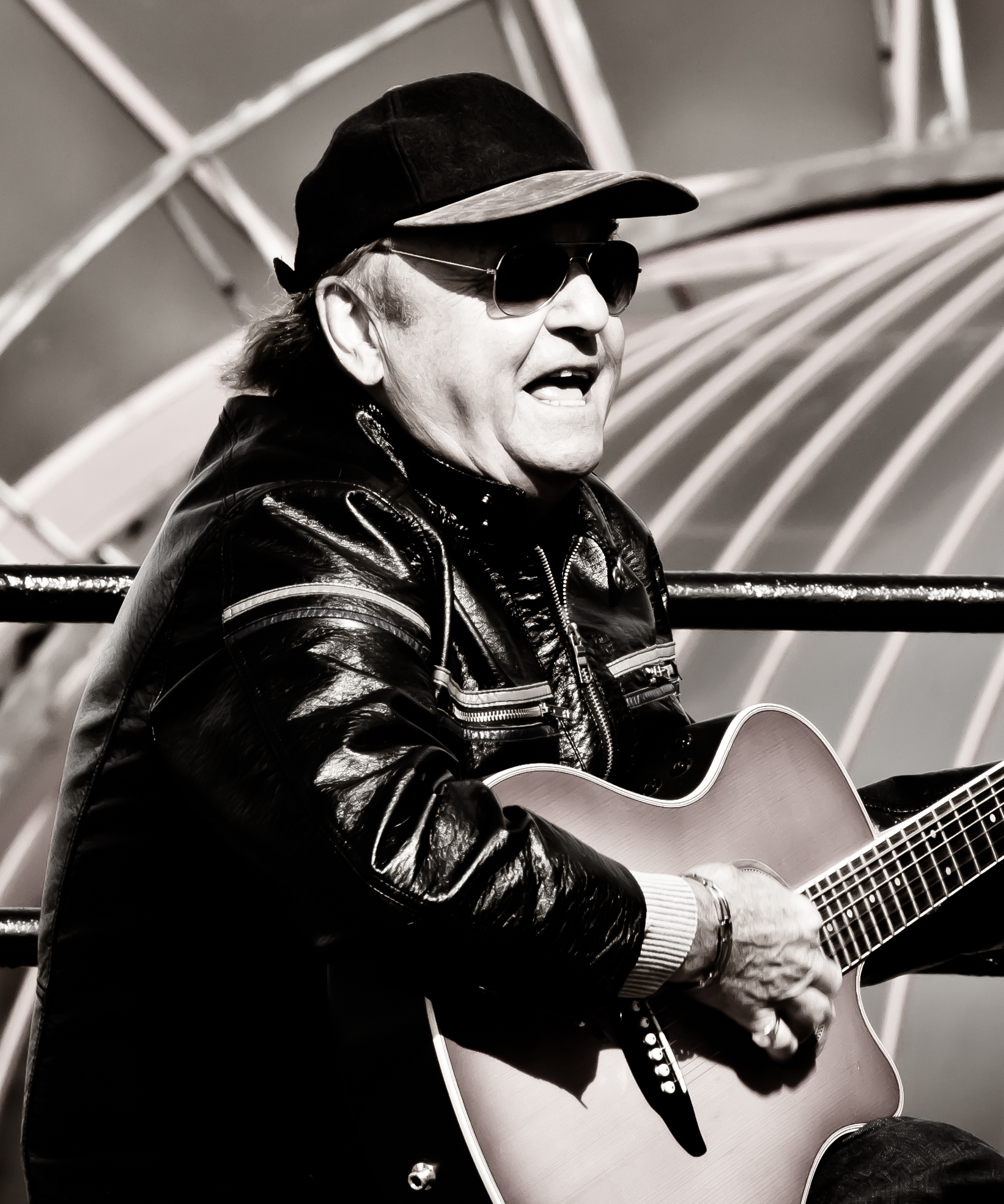
Gerry Marsden
3 januari

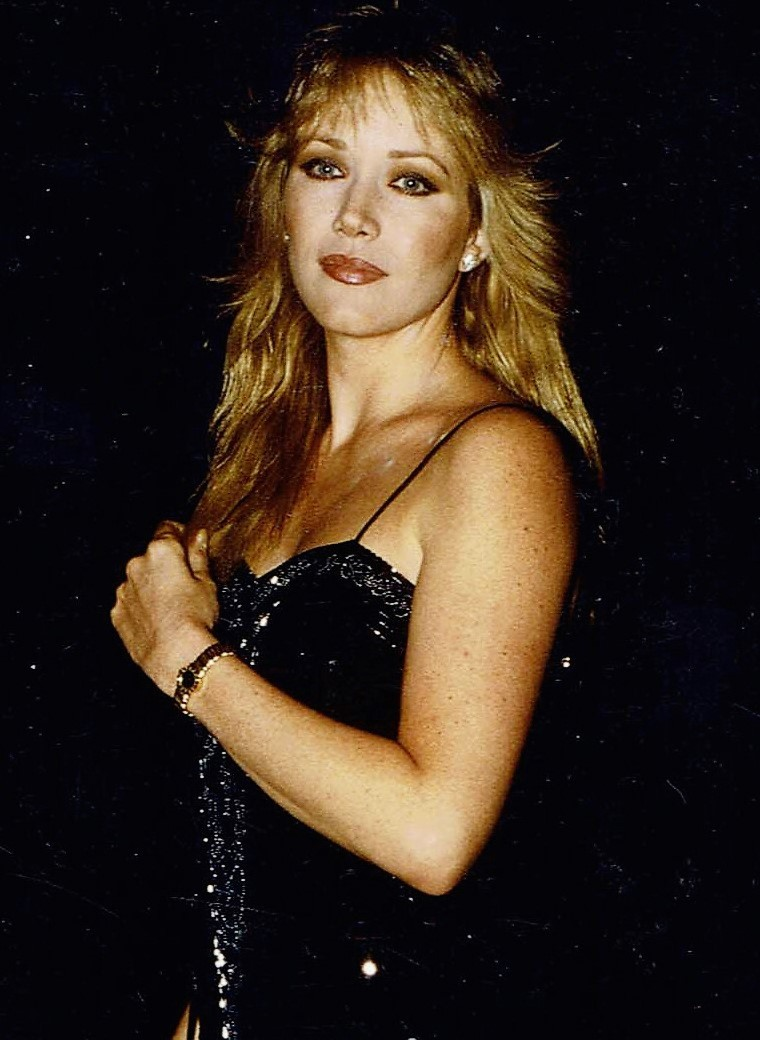
Tanya Roberts
4 januari

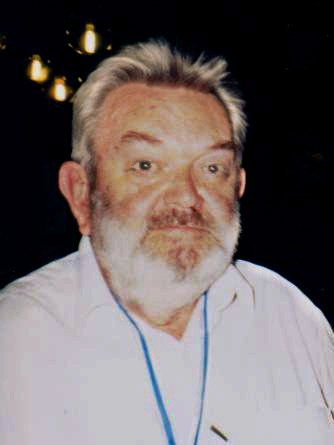
Martinus Veltman
4 januari

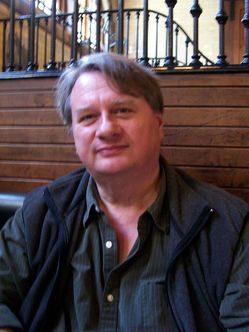
George Boeree
5 januari

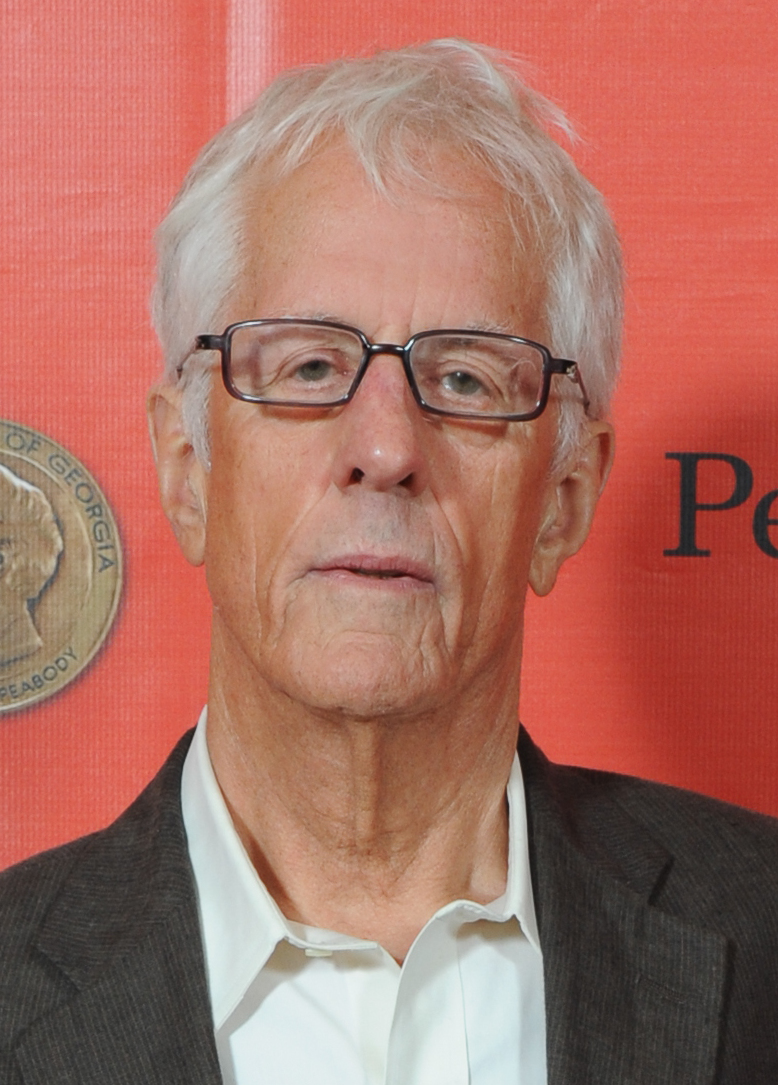
Michael Apted
7 januari

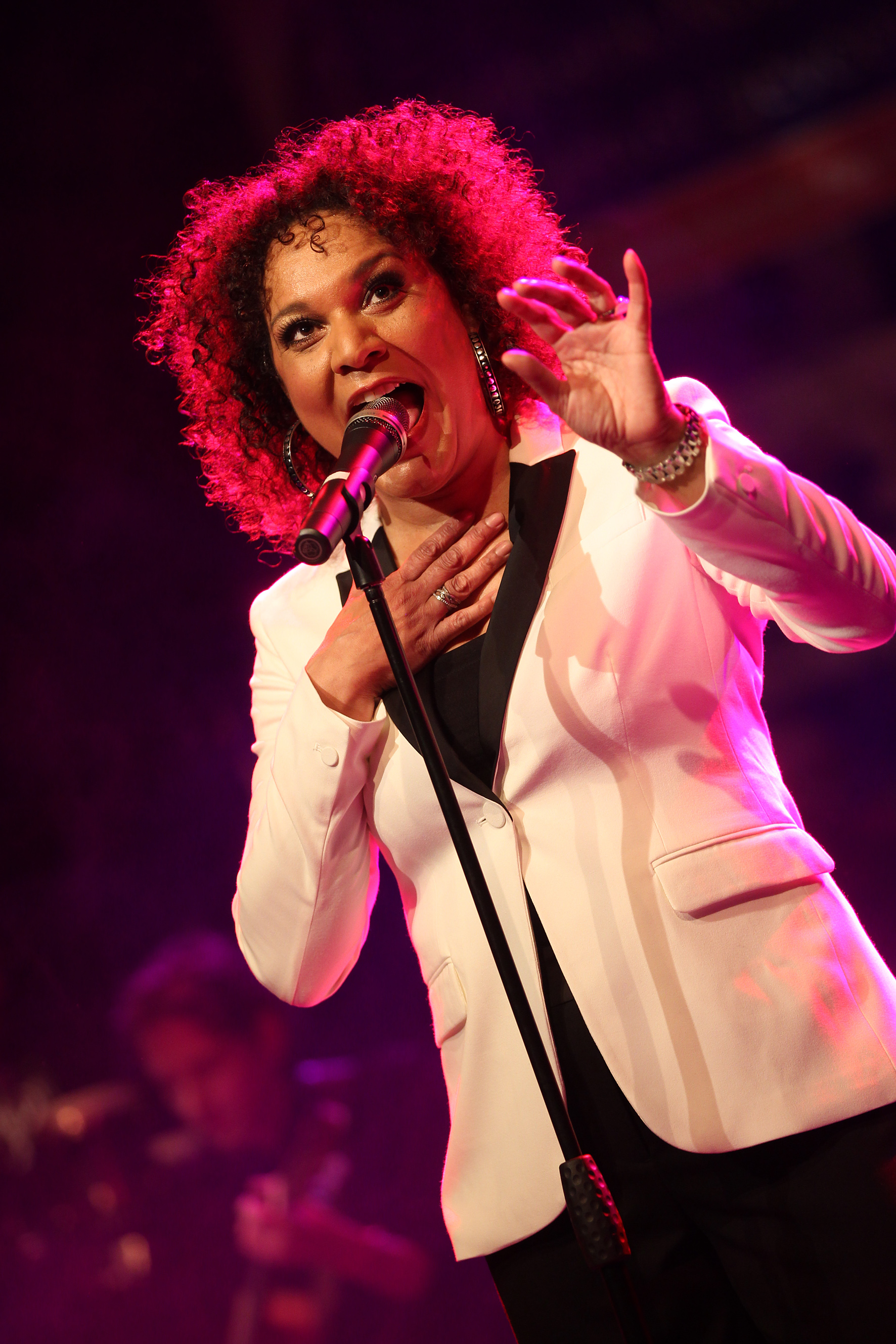
Erica Yong
9 januari

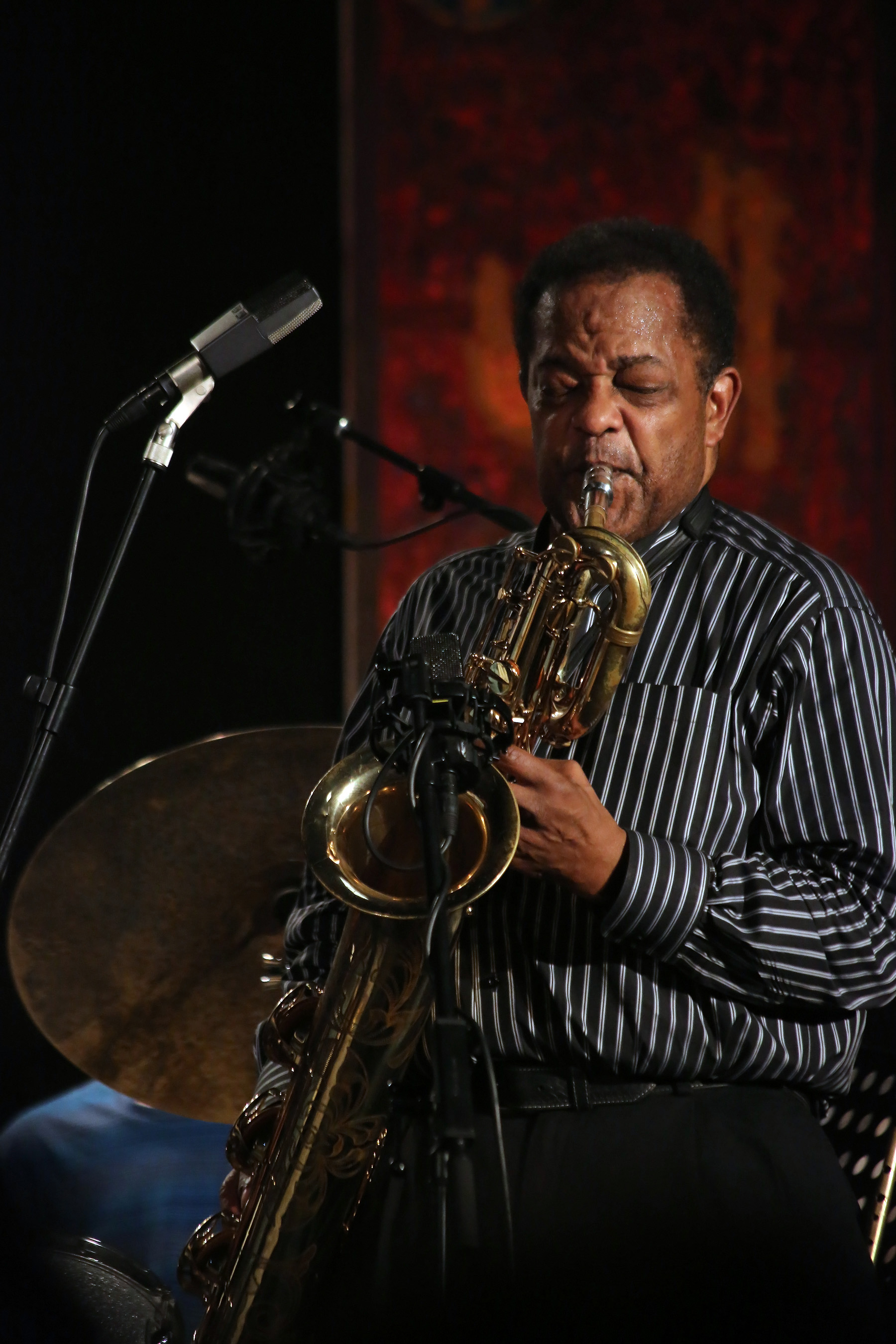
Howard Johnson
11 januari

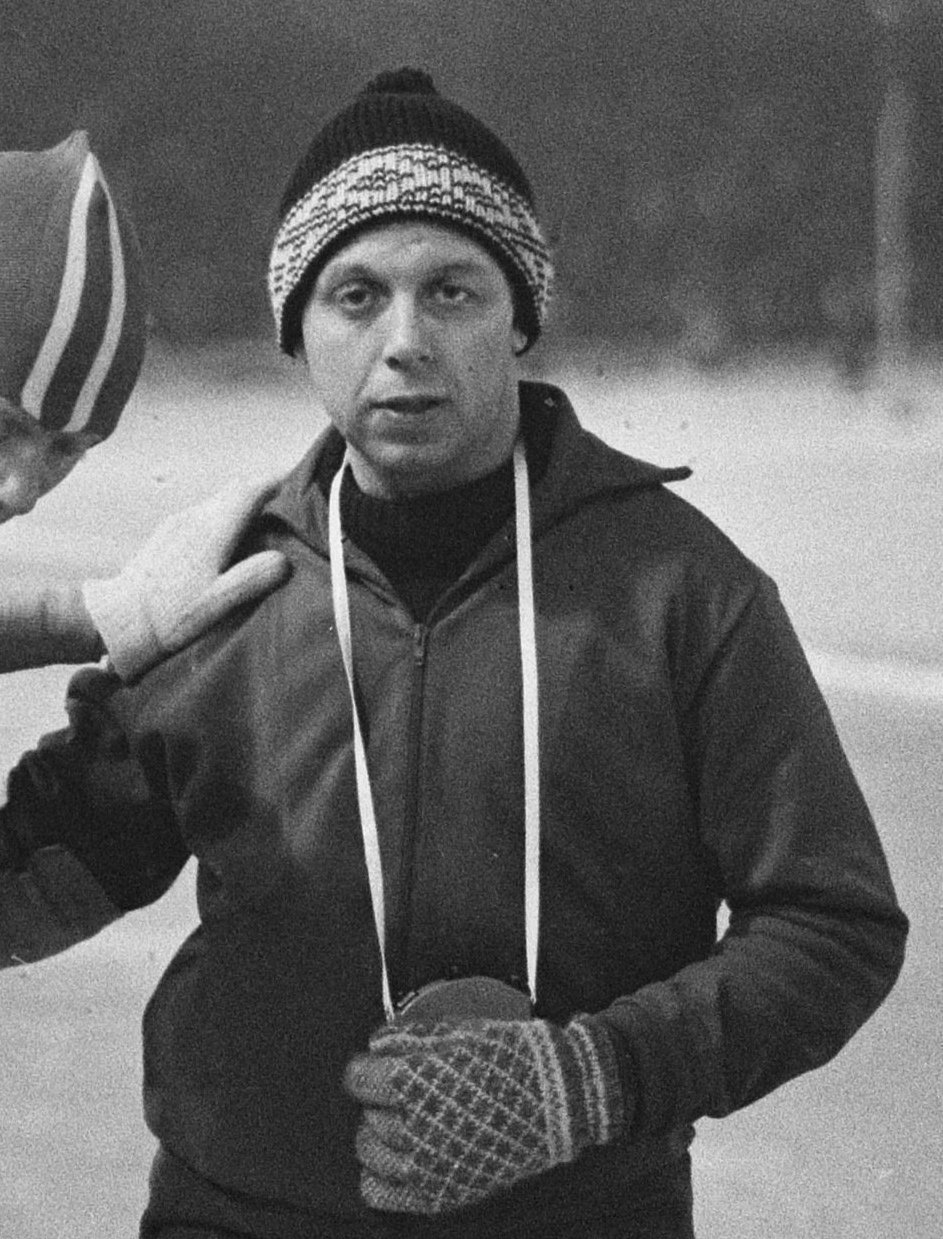
Wim de Graaff
13 januari

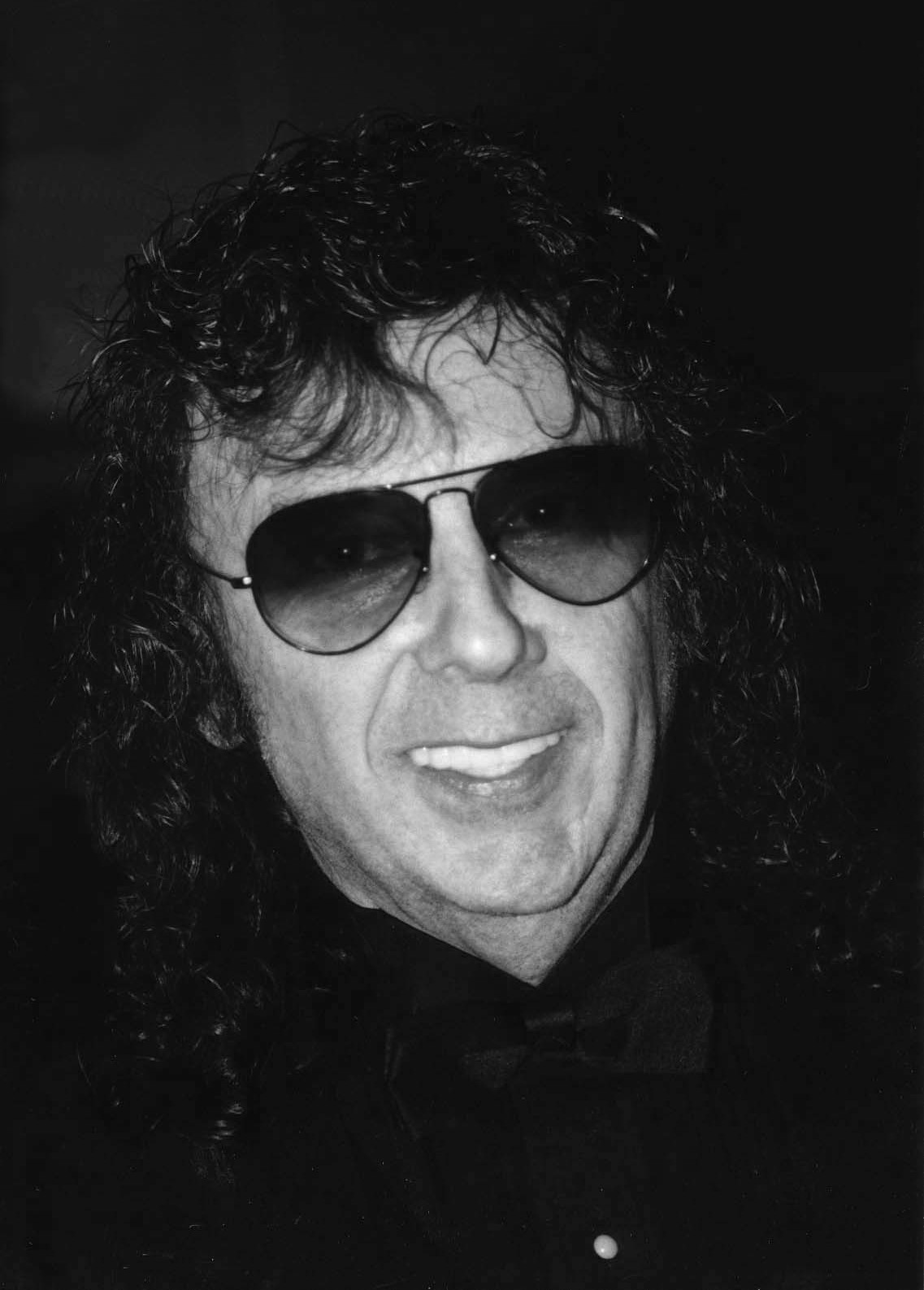
Phil Spector
16 januari

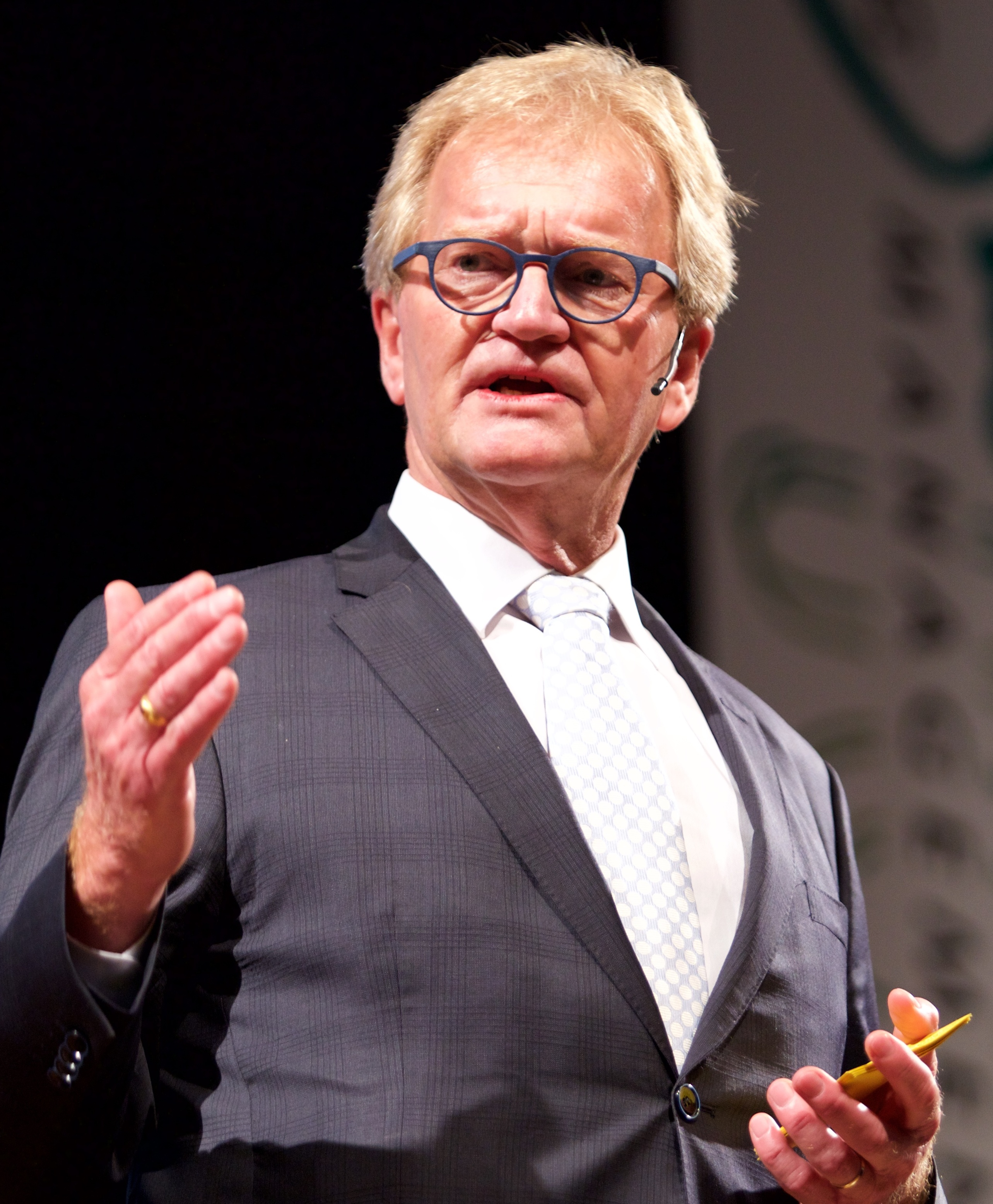
Hans de Boer
18 januari

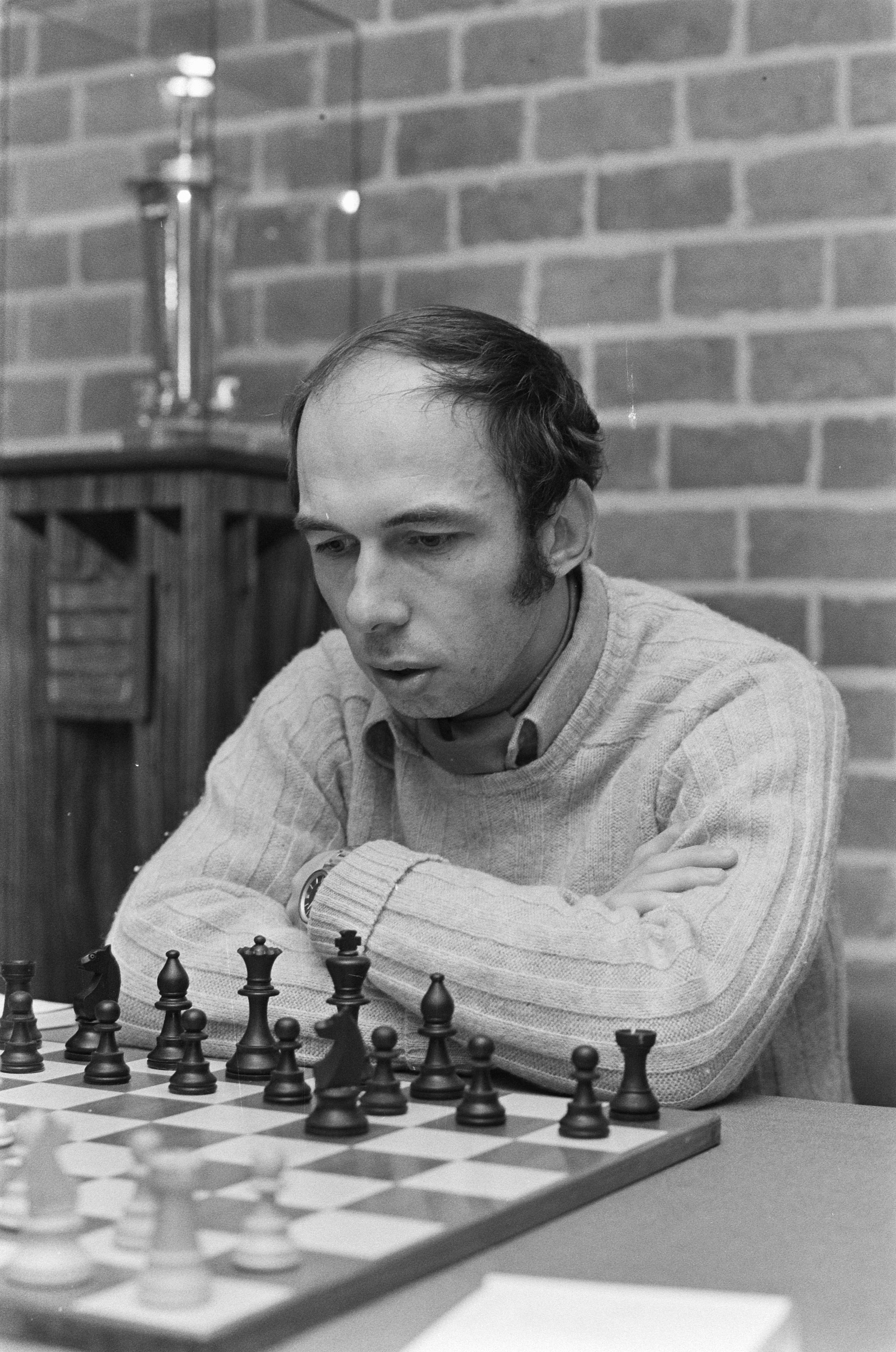
Lubomir Kavalek
18 januari

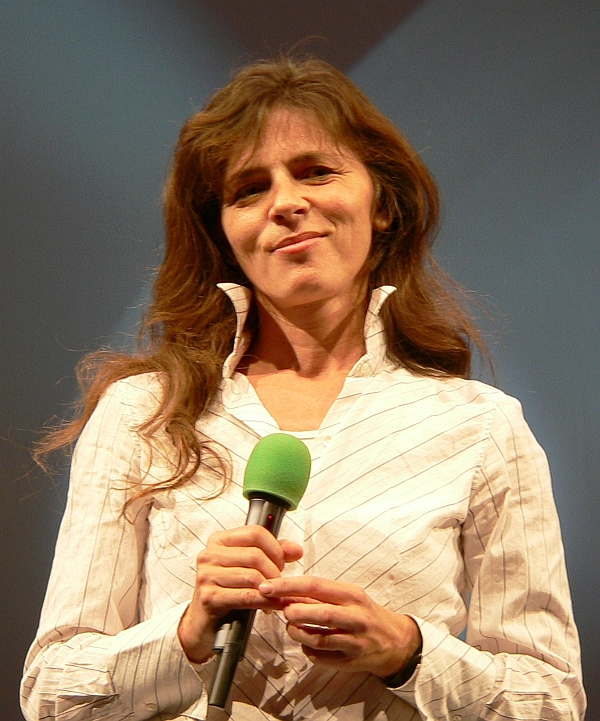
Mira Furlan
20 januari

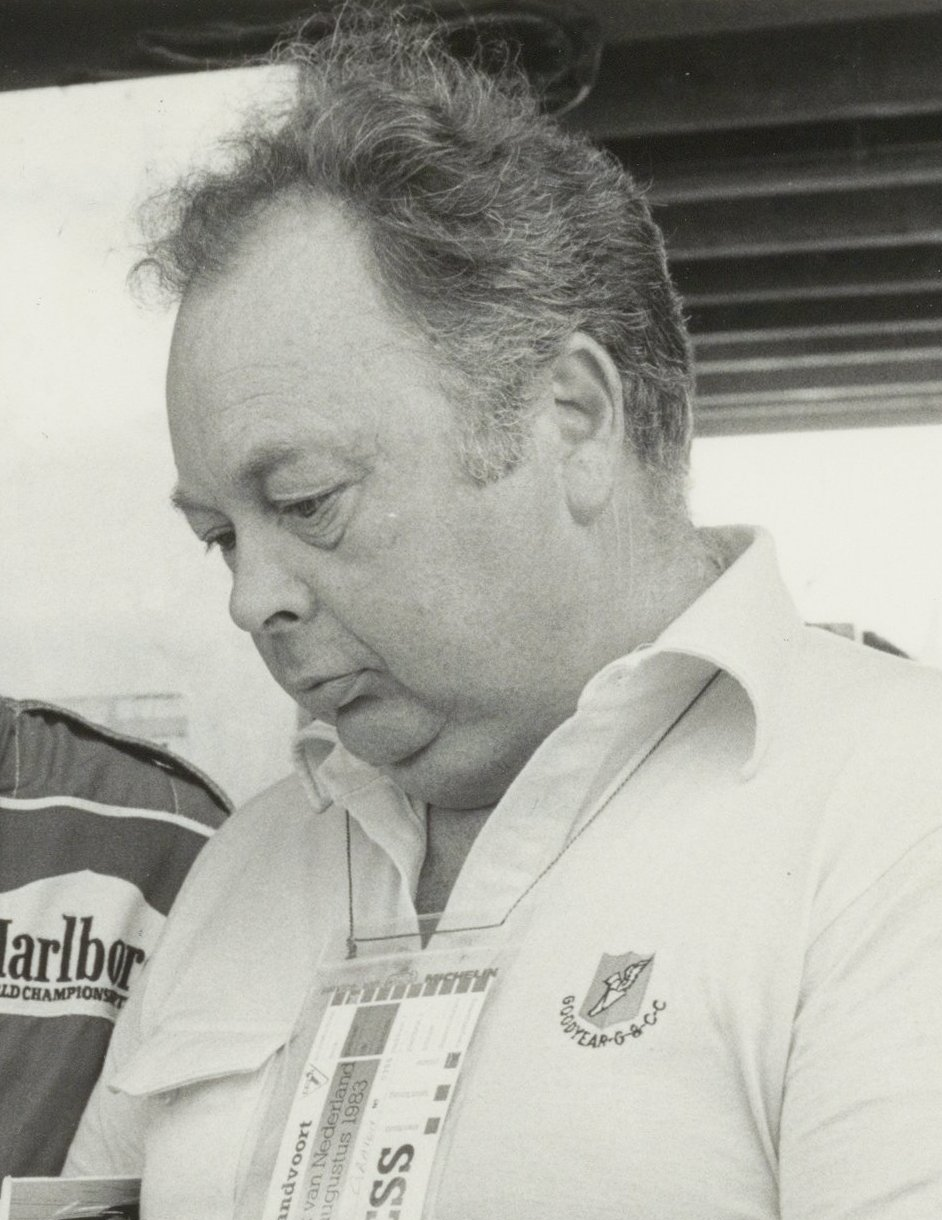
Jean Graton
21 januari

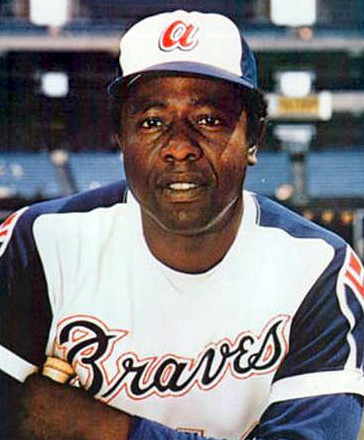
Hank Aaron
22 januari

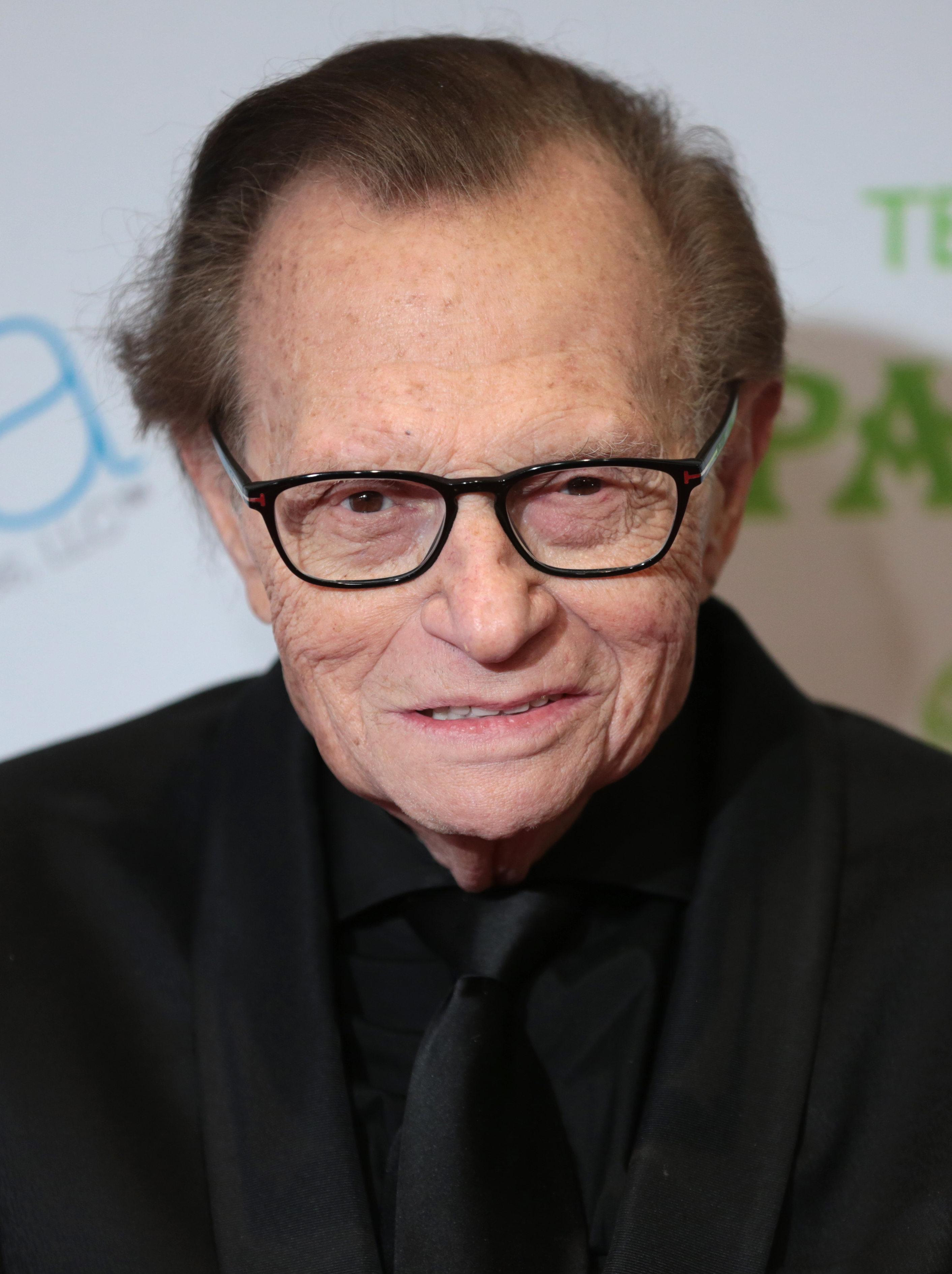
Larry King
23 januari

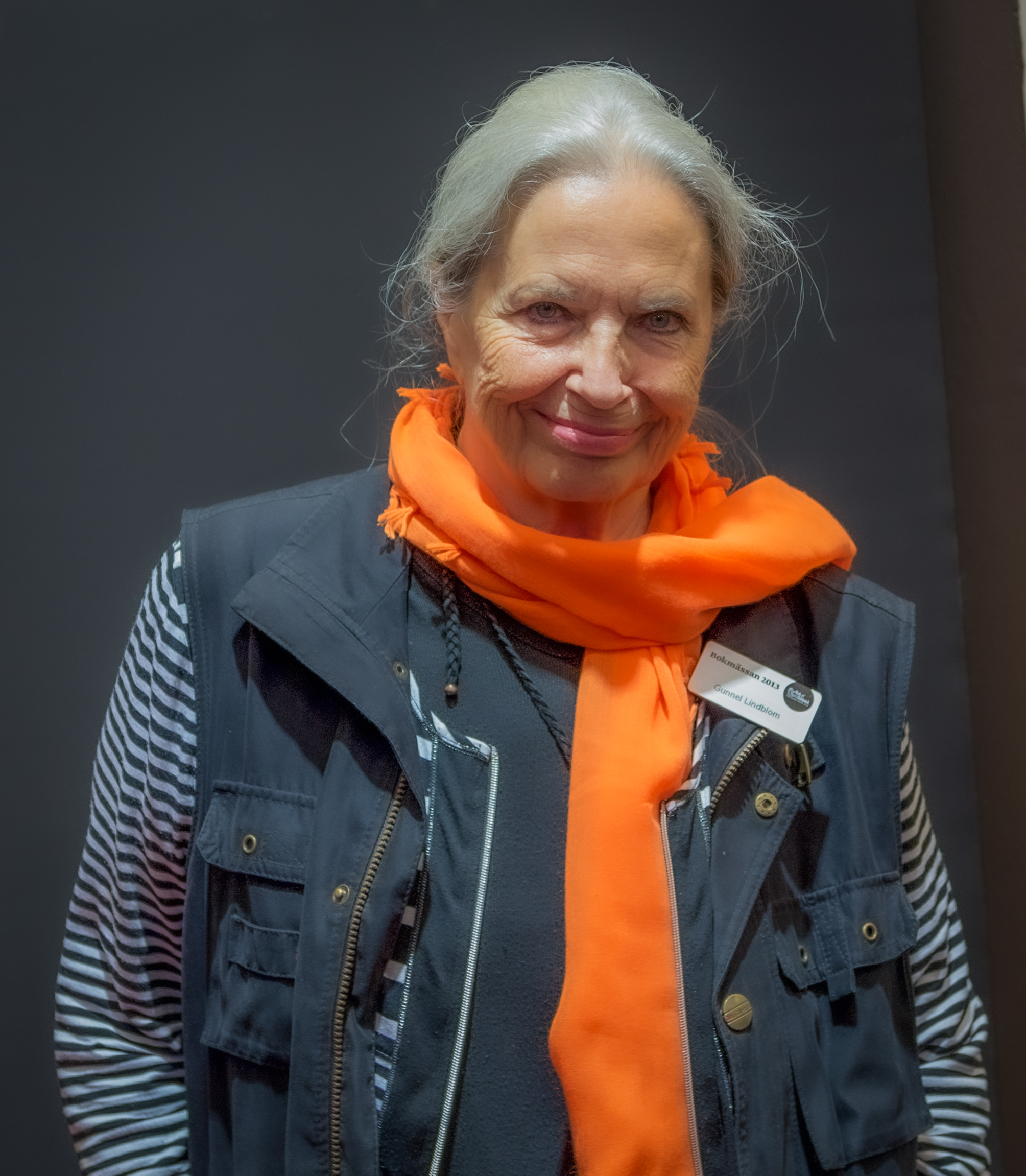
Gunnel Lindblom
24 januari

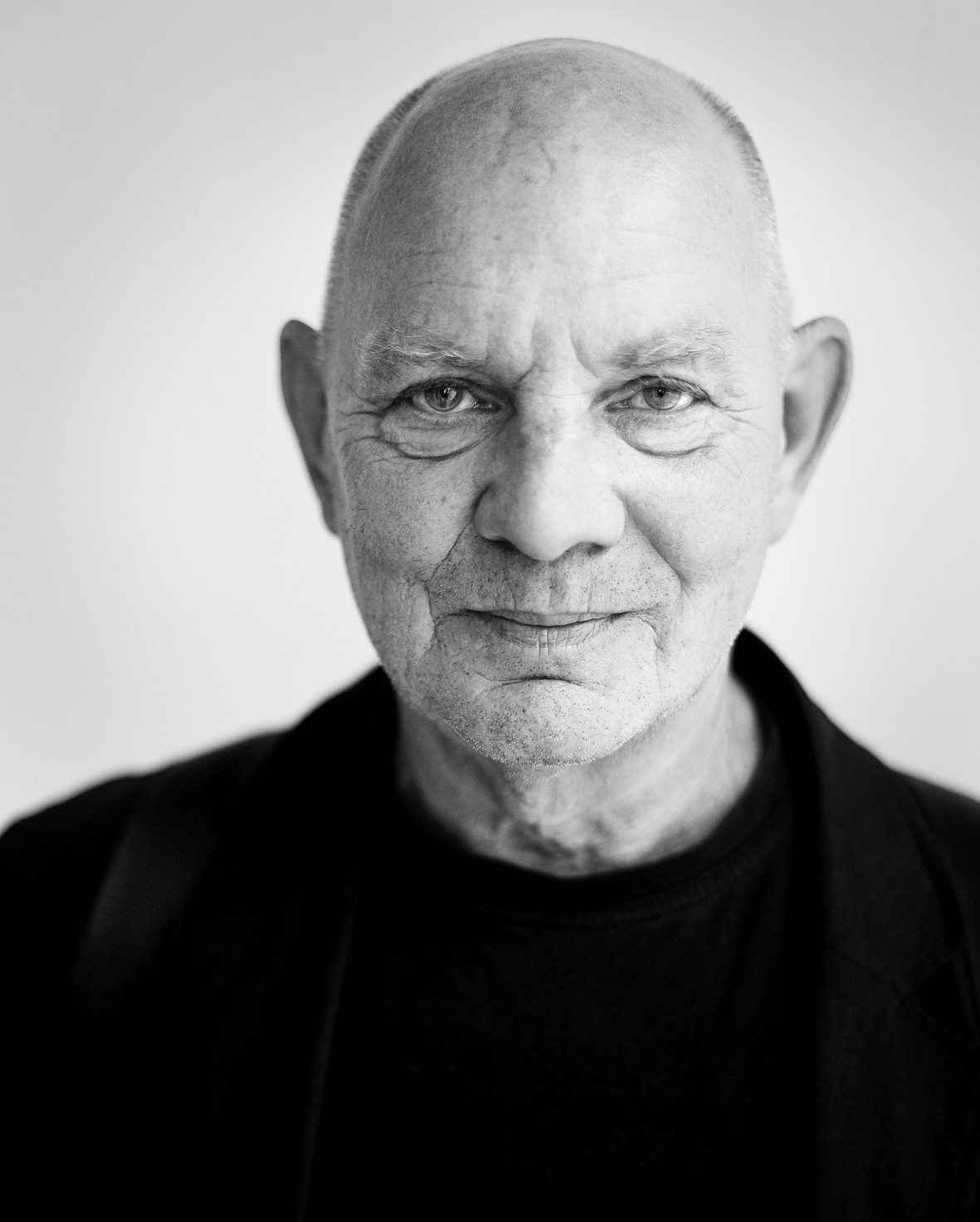
Lars Norén
26 januari

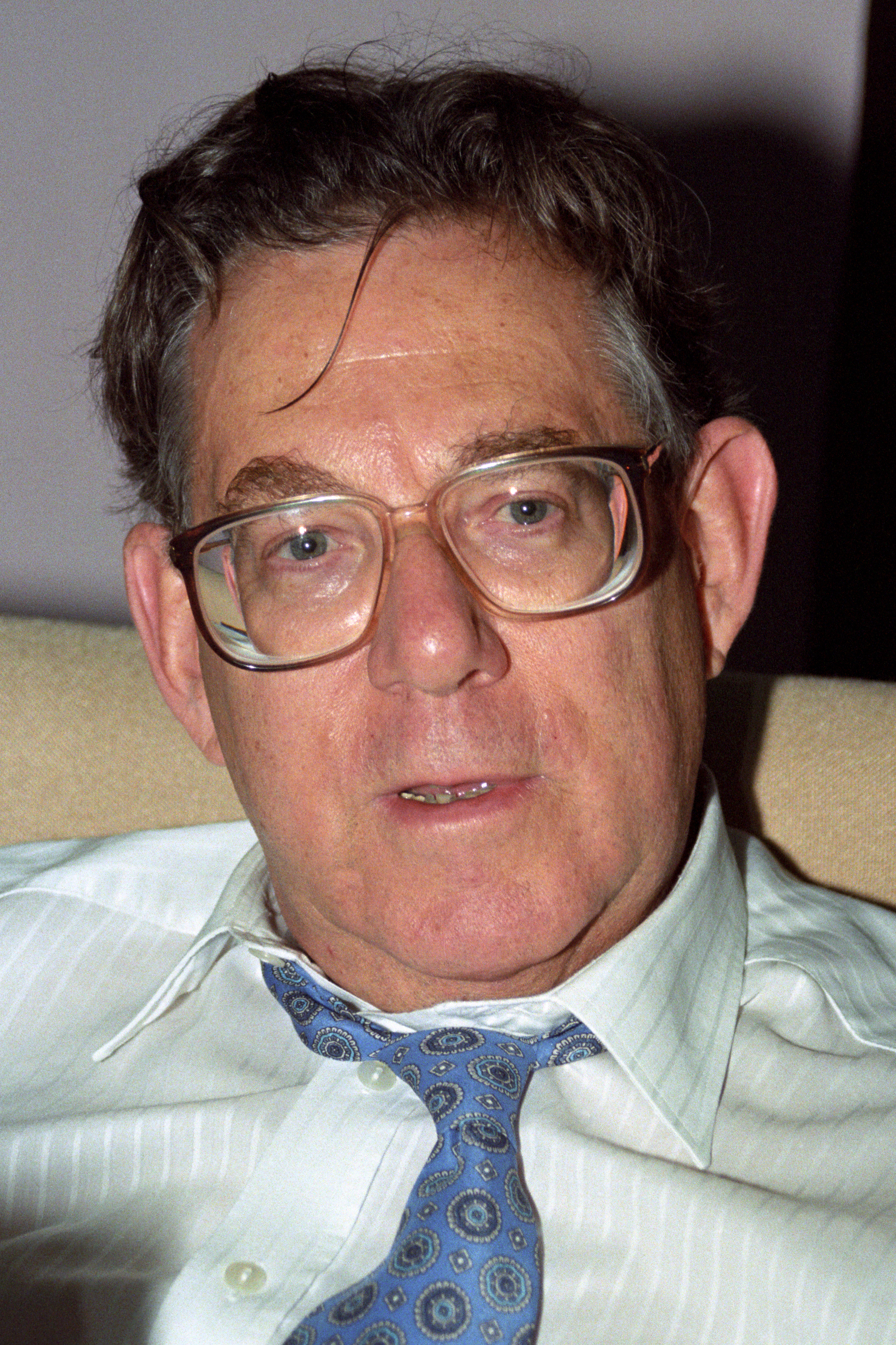
Paul Crutzen
28 januari

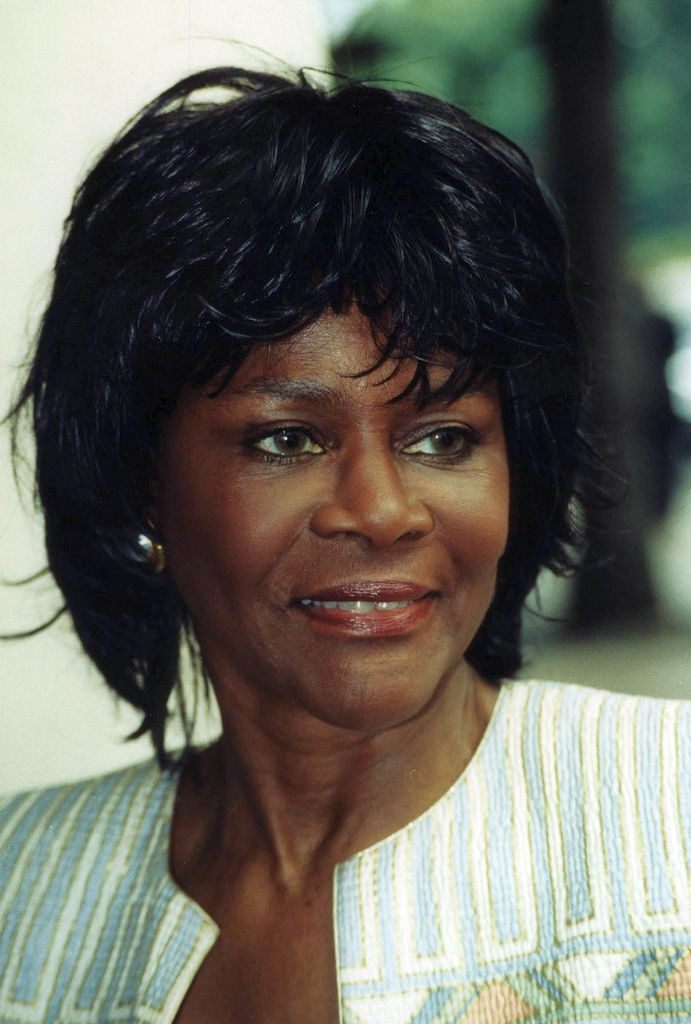
Cicely Tyson
28 januari

| 1 | 2 | 3 | 4 | 5 | 6 | 7 | 8 | 9 | 10 | 11 | 12 | 13 | 14 | 15 | 16 | 17 | 18 | 19 | 20 | 21 | 22 | 23 | 24 | 25 | 26 | 27 | 28 | 29 | 30 | 31 |
| - | - | - | - | - | - | - | - | - | -- | -- | -- | -- | -- | -- | -- | -- | -- | -- | -- | -- | -- | -- | -- | -- | -- | -- | -- | -- | -- | -- |

### 1 januari
- Jan de Bie (74), Nederlands beeldend kunstenaar[1]
- Carlos do Carmo (81), Portugees zanger[2]
- Bernard Guignedoux (73), Frans voetballer en voetbaltrainer[3]
- Misty Morgan (75), Amerikaans countryzangeres[4]
- Paatje Phefferkorn (98), Nederlands-Indonesisch vechtsporter[5]
- Liam Reilly (65), Iers pianist, zanger en songwriter[6]
- Mohammad Taqi Mesbah Yazdi (ca. 85), Iraans geestelijke[7]

### 2 januari
- Cléber Eduardo Arado (47), Braziliaans voetballer[8]
- Marco Formentini (90), Italiaans politicus[9]
- Brian Urquhart (101), Brits militair en diplomaat[10]
- Paul Westphal (70), Amerikaans basketballer[11]

### 3 januari
- Raúl Baglini (71), Argentijns politicus[12]
- Yvonne Brill (78), Nederlands schrijfster[13]
- Steve Brown (62), Brits muziekproducent[14]
- Roger Hassenforder (90), Frans wielrenner en gastronoom[15]
- Gerry Marsden (78), Brits zanger[16]
- Heleen Visser-van der Weele (68), Nederlands politica[17]

### 4 januari
- Lee Heung-Kam (88), Chinees actrice en operaspeelster[18]
- Tanya Roberts (65), Amerikaans actrice en model[19]
- Barbara Shelley (88), Brits actrice[20]
- Gregory Sierra (83), Amerikaans acteur[21]
- Antoni Stankiewicz (85), Pools bisschop[22]
- Martinus (Tini) Veltman (89), Nederlands natuurkundige en Nobelprijswinnaar[23]
- Albert Roux (85), Frans chef-kok[24]

### 5 januari
- Colin Bell (74), Engels voetballer[25]
- George Boeree (68), Nederlands-Amerikaans psycholoog en hoogleraar[26]
- Bob Brett (67), Australisch tenniscoach[27]
- James Greene (89), Brits acteur[28]
- Jonas Neubauer (39), Amerikaans e-sporter[29]

### 6 januari
- Danilo Lim (65), Filipijns generaal en  politicus[30]

### 7 januari
- Michael Apted (79),  Brits filmregisseur[31]
- Vladimir Belov (66), Russisch schaatser[32]
- Hijn Bijnen (72), Nederlands-Surinaams activist, politicus en fotograaf[33]
- Jan Blommaert (59), Belgisch sociolinguïst en taalkundig antropoloog[34]
- Vladimir Kiseljev (64), Russisch kogelstoter[35]
- Marion Ramsey (73), Amerikaans actrice en zangeres[36]
- Henri Schwery (88),  Zwitsers kardinaal en bisschop[37]
- Dearon Thompson (Deezer D) (55), Amerikaans acteur en rapper[38]

### 8 januari
- Victor Manuel Barrios Mata (85), Mexicaans radio- en televisiepresentator[39]
- Ed Bruce (81), Amerikaans acteur, zanger en songwriter[40]
- Steve Carver (75), Amerikaans filmregisseur, filmproducent en fotograaf[41]
- Werner Klumpp (92), Duits politicus[42]

### 9 januari
- Isaak Chalatnikov (101), Russisch natuurkundige[43]
- John Reilly (84), Amerikaans acteur[44]
- Erica Yong (51), Nederlands zangeres[45]

### 10 januari
- Hubert Auriol (68), Frans motor- en autocoureur[46]
- David Barclay (86), Brits mediamagnaat[47]
- Christopher Maboulou (30), Frans voetballer[48]
- Joop Mulder (67), Nederlands ondernemer en festivalproducent[49]
- Hans van Nauta Lemke (96), Nederlands elektrotechnisch ingenieur en onderwijsbestuurder[50]
- Julie Strain (58), Amerikaans actrice en model[51]

### 11 januari
- Sheldon Adelson (87), Amerikaans ondernemer[52]
- Kathleen Heddle (55), Canadees roeister[53]
- Howard Johnson (79), Amerikaans jazztubaïst, -saxofonist, componist en arrangeur[54]
- Davit Chachaleisjvili  (49), Georgisch judoka[55]
- William Thornton (91), Amerikaans astronaut[56]
- Johan Gerhard Wilbrenninck (84), Nederlands diplomaat[50]

### 12 januari
- Filaret van Minsk en Sloetsk (85), Wit-Russisch patriarch[57]
- Wim de Graaff (89), Nederlands schaatser en schaatscoach[58]
- Jürgen Hubbert (81), Duits werktuigbouwkundig ingenieur en manager[59]
- John Ramsay (89), Brits geoloog[60]

### 13 januari
- Howard Andrew (86), Amerikaans pokerspeler[61]
- Tim Bogert (76), Amerikaans rockzanger en -bassist[62]
- Siegfried Fischbacher (81), Duits-Amerikaans goochelaar en entertainer[63]
- Bernd Kannenberg (78), Duits atleet[64]
- Joël Robert (77), Belgisch motorcrosser[65]
- Marielle de Sarnez (69), Frans politica[66]
- Eusébio Scheid (88), Braziliaans kardinaal[67]
- Sylvain Sylvain (69), Amerikaans gitarist[68]

### 14 januari
- Evert Bronstring (77), Nederlands damgrootmeester[69]
- Carlo Franchi (83), Italiaans autocoureur[70]
- Barry Marshall (69), Brits dressuurruiter[71]
- Elijah Moshinsky (75), Australisch theater- en operaregisseur[72]
- Peter Mark Richman (93), Amerikaans acteur, filmproducent en scenarioschrijver[73]
- Jan de Vries (77), Nederlands motorcoureur[74]

### 15 januari
- Dale Baer (70), Amerikaans tekenaar en animator[75]
- Pierre Cherpin (52), Frans motorcoureur[76]

### 16 januari
- Hans Bentzon (79), Nederlands voetballer[77]
- Juan Carlos Copes (89), Argentijns tangodanser en -choreograaf[78]
- Pave Maijanen (70), Fins zanger[79]
- Daan Netten (86), Nederlands voetballer[80]
- Phil Spector (81), Amerikaans muziekproducent[81]
- Arturo Tizón (36), Spaans motorcoureur[82]

### 17 januari
- Junior Mance (92), Amerikaans jazzpianist[83]
- Sammy Nestico (96), Amerikaans jazzcomponist en muzikant[84]

### 18 januari
- Jean-Pierre Bacri (69), Frans acteur en scenarist[85]
- Hans de Boer (66), Nederlands econoom, bestuurder en ondernemer[86]
- Rikkert La Crois (86), Nederlands voetballer[87]
- Lubomir Kavalek (77), Tsjechisch schaakgrootmeester[88]
- David Richardson (65), Amerikaans scenarioschrijver[89]
- Jimmie Rodgers (87), Amerikaans popzanger[90]
- Juan Carlos Tabío (77), Cubaans filmregisseur en scenarioschrijver[91]
- Kees Teer (95), Nederlands elektrotechnisch ingenieur en directeur[92]

### 19 januari
- Gustavo Peña (78), Mexicaans voetballer[93]

### 20 januari
- Mira Furlan (65), Kroatisch actrice en zangeres[94]
- Storrs Lovejoy Olson (76), Amerikaans bioloog en ornitholoog[95]

### 21 januari
- Willem Balke (87), Nederlands theoloog[96]
- Nathalie Delon (79), Frans actrice en  regisseuse[97]
- Jean Graton (97), Frans striptekenaar[98]
- Rémy Julienne (90), Frans stuntman[99]
- Pierre Nimax sr. (90), Luxemburgs dirigent, pianist en componist[100]
- Randy Parton (67), Amerikaans zanger[101]
- Johan Verschuuren (85), Nederlands weerman[102]

### 22 januari
- Hank Aaron (86), Amerikaans honkballer[103]
- Élisabeth Burdot (81), Belgisch journaliste[104]
- Ron Campbell (81), Australisch animator, regisseur en producer[105]
- Rob Cerneüs (77), Nederlands beeldhouwer[106]
- Ot Louw (75), Nederlands filmeditor[107]
- James Purify (76), Amerikaans soulzanger[108]
- Luton Shelton (35), Jamaicaans voetballer[109]
- Jaak Vissenaken (84), Belgisch acteur, regisseur en scenarist[110]

### 23 januari
- Walter Bernstein (101), Amerikaans scenarioschrijver en filmproducent[111]
- Alberto Grimaldi (95), Italiaans filmproducent[112]
- Jonas Gwangwa (83), Zuid-Afrikaans jazzmusicus[113]
- Hal Holbrook (95), Amerikaans acteur[114]
- Larry King (87), Amerikaans radio- en televisiepresentator[115]
- Harry Perry (86), Iers bokser[116]
- Lia Willems-Martina (71), Curaçaos politica[117]

### 24 januari
- George Armstrong (90), Canadees ijshockeyspeler[118]
- Arik Brauer (92), Oostenrijks kunstenaar[119]
- António Cardoso e Cunha (87), Portugees politicus[120]
- Jóhannes Eðvaldsson (70), IJslands voetballer[121]
- Bruce Kirby (95), Amerikaans acteur[122]
- Jeanette Maus (39), Amerikaans (stem)actrice[123]
- Barry Le Va (79), Amerikaans beeldend kunstenaar[124]
- Gunnel Lindblom (89), Zweeds actrice[125]
- Tom Stevens (64), Amerikaans bassist, gitarist, zanger en songwriter[126]
- Nikolay Tjebotko (38), Kazachstaans langlaufer[127]
- Marcel Uderzo (87), Frans striptekenaar[128]

### 25 januari
- Marie Harmon (97), Amerikaans actrice[129]
- Vladimír Suchánek (87), Tsjechisch grafisch kunstenaar[130]

### 26 januari
- Winfried Bölke (79), Duits wielrenner[131]
- Margitta Gummel (79), Duits atlete[132]
- Cloris Leachman (94), Amerikaans actrice[133]
- Luc Julian Matthys (85), Belgisch-Australisch bisschop[134]
- Lars Norén (76), Zweeds toneelschrijver[135]
- Sergej Prichodko (64), Russisch politicus en diplomaat[136]
- Carlos Holmes Trujillo (69), Colombiaans politicus[137]
- Jozef Vengloš (84), Slowaaks voetballer en trainer[138]
- Peter Vere-Jones (81), Nieuw-Zeelands acteur[139]

### 27 januari
- Adrián Campos (60), Spaans autocoureur[140]
- Sandy Crisp (61), Amerikaans actrice, drag queen, entertainer[141]
- Mehrdad Minavand (45), Iraans voetballer en voetbalcoach[142]

### 28 januari
- Paul Crutzen (87), Nederlands meteoroloog en Nobelprijswinnaar[143]
- Sibongile Khumalo (63), Zuid-Afrikaans zangeres[144]
- Cicely Tyson (96), Amerikaans actrice[145]
- Heidi Weisel (59), Amerikaans modeontwerpster[146]
- Wim Wouters (43), Belgisch radiopresentator en -producer[147]

### 29 januari
- Chantal Boonacker (43), Nederlands zwemster[148]
- Flory Jagoda (97), Amerikaans zanger en songwriter[149]
- Tochinoumi Teruyoshi (82), Japans sumoworstelaar[150]
- Hilton Valentine (77), Brits gitarist[151]

### 30 januari
- Allan Burns  (85), Amerikaans scenarioschrijver en televisieproducent[152]
- Peter Hofstede (97), Nederlands mediasocioloog[153]
- Joop de Klerk (72), Nederlands voetballer[154]
- Alfreda Markowska (94), Pools overlevende van de Roma-genocide in de Tweede Wereldoorlog[155]
- Bert Schreuder (91), Nederlands burgemeester[156]
- Sophie (34), Brits muziekproducent en dj[157]
- Michel Trempont (92), Belgisch operazanger[158]
- Marc Wilmore (57), Amerikaans scenarioschrijver, (stem)acteur en televisieproducer[159]

### 31 januari
- Alejandro Gómez (53), Spaans marathonloper[160]
- Wambali Mkandawire (68), Malawische zanger[161]
- Michel Murr (88), Libanees politicus en zakenman[162]
- Justo Tejada (88), Spaans voetballer[163]
- Victor Ziga (75),  Filipijns politicus[164]

### Datum onbekend
- Henk de Jonge (74), Nederlands voetbaltrainer[165]

januari ·
februari ·
maart ·
april ·
mei ·
juni ·
juli ·
augustus ·
september ·
oktober ·
november ·
december
1900 ·
1901 ·
1902 ·
1903 ·
1904 ·
1905 ·
1906 ·
1907 ·
1908 ·
1909 ·
1910 ·
1911 ·
1912 ·
1913 ·
1914 ·
1915 ·
1916 ·
1917 ·
1918 ·
1919 ·
1920 ·
1921 ·
1922 ·
1923 ·
1924 ·
1925 ·
1926 ·
1927 ·
1928 ·
1929 ·
1930 ·
1931 ·
1932 ·
1933 ·
1934 ·
1935 ·
1936 ·
1937 ·
1938 ·
1939 ·
1940 ·
1941 ·
1942 ·
1943 ·
1944 ·
1945 ·
1946 ·
1947 ·
1948 ·
1949 ·
1950 ·
1951 ·
1952 ·
1953 ·
1954 ·
1955 ·
1956 ·
1957 ·
1958 ·
1959 ·
1960 ·
1961 ·
1962 ·
1963 ·
1964 ·
1965 ·
1966 ·
1967 ·
1968 ·
1969 ·
1970 ·
1971 ·
1972 ·
1973 ·
1974 ·
1975 ·
1976 ·
1977 ·
1978 ·
1979 ·
1980 ·
1981 ·
1982 ·
1983 ·
1984 ·
1985 ·
1986 ·
1987 ·
1988 ·
1989 ·
1990 ·
1991 ·
1992 ·
1993 ·
1994 ·
1995 ·
1996 ·
1997 ·
1998 ·
1999 ·
2000 ·
2001 ·
2002 ·
2003 ·
2004 ·
2005 ·
2006 ·
2007 ·
2008 ·
2009 ·
2010 ·
2011 ·
2012 ·
2013 ·
2014 ·
2015 ·
2016 ·
2017 ·
2018 ·
2019 ·
2020 ·
2021 ·
2022 ·
2023 ·
2024 ·
2025